# Xã Malmo, Quận Aitkin, Minnesota
Xã Malmo (tiếng Anh: Malmo Township) là một xã thuộc quận Aitkin, tiểu bang Minnesota, Hoa Kỳ. Năm 2010, dân số của xã này là 337 người.